# Polymastia zitteli
Polymastia zitteli är en svampdjursart som först beskrevs av Lendenfeld 1888.  Polymastia zitteli ingår i släktet Polymastia och familjen Polymastiidae. Inga underarter finns listade i Catalogue of Life.